# Campeonato Europeu de Natação em Piscina Curta de 2010
O Campeonato Europeu de Natação em Piscina Curta de 2010 foi a 14ª edição do evento organizado pela Liga Europeia de Natação (LEN). A competição foi realizada entre os dias 25 e 28 de novembro de 2010 no Estádio de Natação Pieter van den Hoogenband, em Eindhoven nos Países Baixos. O evento contou com a presença de 36 nacionalidades, com destaque para a Alemanha que obteve 22 medalhas, sendo 10 de ouro. 
Foi quebrado apenas um recorde europeu batido por Stanislav Donets da Rússia na modalidade 50 m costas masculino. Na prova dos 50 m peito masculino foi distribuído duas medalhas de bronze, um para Hendrik Feldwehr da Alemanha e outra para Fabio Scozzoli da Itália.

## Medalhistas
Esses foram os resultados da competição. 

### Masculino
| Evento          | Ouro                                                                           | Ouro     | Prata                                                                               | Prata    | Bronze                                                                         | Bronze   |
| 50 m Livre      | Steffen Deibler · Alemanha                                                     | 20.98    | Marco Orsi · Itália                                                                 | 21.17    | Andriy Hovorov · Ucrânia                                                       | 21.32    |
| 100 m Livre     | Danila Izotov · Rússia                                                         | 46.56    | Yevgeny Lagunov · Rússia                                                            | 46.60    | Luca Dotto · Itália                                                            | 47.09    |
| 200 m Livre     | Danila Izotov · Rússia                                                         | 1:41.84  | Paul Biedermann · Alemanha                                                          | 1:42.94  | Yevgeny Lagunov · Rússia                                                       | 1:44.11  |
| 400 m Livre     | Paul Biedermann · Alemanha                                                     | 3:39.51  | Federico Colbertaldo · Itália                                                       | 3:41.70  | Alexander Selin · Rússia                                                       | 3:43.70  |
| 1500 m Livre    | Federico Colbertaldo · Itália                                                  | 14:35.36 | Sergiy Frolov · Ucrânia                                                             | 14:42.01 | Job Kienhuis · Países Baixos                                                   | 14:42.39 |
| 50 m Costas     | Stanislav Donets · Rússia                                                      | 22.74    | Vitaly Borisov · Rússia                                                             | 23.72    | Nick Driebergen · Países Baixos                                                | 23.73    |
| 100 m Costas    | Stanislav Donets · Rússia                                                      | 49.35    | Damiano Lestingi · Itália                                                           | 51.46    | Artem Dubovskoy · Rússia                                                       | 51.90    |
| 200 m Costas    | Yannick Lebherz · Alemanha                                                     | 1:51.74  | Damiano Lestingi · Itália                                                           | 1:51.84  | Artem Dubovskoy · Rússia                                                       | 1:52.72  |
| 50 m Peito      | Robin van Aggele · Países Baixos                                               | 26.44    | Aleksander Hetland · Noruega                                                        | 26.56    | Hendrik Feldwehr · AlemanhaFabio Scozzoli · Itália                             | 26.68    |
| 100 m Peito     | Fabio Scozzoli · Itália                                                        | 57.78    | Hendrik Feldwehr · Alemanha                                                         | 58.09    | Robin van Aggele · Países Baixos                                               | 58.68    |
| 200 m Peito     | Marco Koch · Alemanha                                                          | 2:04.86  | Melquiades Alvarez · Espanha                                                        | 2:05.41  | Anton Lobanov · Rússia                                                         | 2:06.71  |
| 50 m Borboleta  | Steffen Deibler · Alemanha                                                     | 22.34    | Andriy Hovorov · Ucrânia                                                            | 22.74    | Joeri Verlinden · Países Baixos                                                | 23.23    |
| 100 m Borboleta | Steffen Deibler · Alemanha                                                     | 49.95    | Joeri Verlinden · Países Baixos                                                     | 50.52    | Peter Mankoč · Eslovênia                                                       | 50.92    |
| 200 m Borboleta | Dinko Jukić · Áustria                                                          | 1:53.35  | Tim Wallburger · Alemanha                                                           | 1:53.71  | Bence Biczó · Hungria                                                          | 1:53.75  |
| 100 m Medley    | Markus Deibler · Alemanha                                                      | 52.13    | Peter Mankoč · Eslovênia                                                            | 52.87    | Alan Cabello · Espanha                                                         | 53.24    |
| 200 m Medley    | Markus Deibler · Alemanha                                                      | 1:53.25  | Vytautas Janušaitis · Lituânia                                                      | 1:54.07  | Dinko Jukić · Áustria                                                          | 1:54.93  |
| 400 m Medley    | Dávid Verrasztó · Hungria                                                      | 4:03.06  | Yannick Lebherz · Alemanha                                                          | 4:05.08  | Federico Turrini · Itália                                                      | 4:05.24  |
| 4x50 m Livre    | Itália · Luca Dotto · Lucio Spadaro · Filippo Magnini · Marco Orsi             | 1:25.16  | Alemanha · Steffen Deibler · Markus Deibler · Stefan Herbst · Christoph Fildebrandt | 1:25.19  | Rússia · Danila Izotov · Yevgeny Lagunov · Vitaly Syrnikov · Vladimir Bryukhov | 1:25.81  |
| 4x50 m Medley   | Alemanha · Stefan Herbst · Hendrik Feldwehr · Steffen Deibler · Markus Deibler | 1:33.40  | Itália · Mirco di Tora · Fabio Scozzoli · Paolo Facchinelli · Marco Orsi            | 1:33.83  | Rússia · Stanislav Donets · Sergey Geybel · Nikolay Skvortsov · Danila Izotov  | 1:34.25  |

### Feminino
| Evento          | Ouro                                                                                      | Ouro    | Prata                                                                          | Prata   | Bronze                                                                                  | Bronze  |
| 50 m Livre      | Ranomi Kromowidjojo · Países Baixos                                                       | 23.58   | Hinkelien Schreuder · Países Baixos                                            | 23.90   | Britta Steffen · Alemanha                                                               | 23.95   |
| 100 m Livre     | Ranomi Kromowidjojo · Países Baixos                                                       | 51.44   | Femke Heemskerk · Países Baixos                                                | 52.02   | Britta Steffen · Alemanha                                                               | 52.92   |
| 200 m Livre     | Femke Heemskerk · Países Baixos                                                           | 1:52.62 | Silke Lippok · Alemanha                                                        | 1:53.96 | Evelyn Verrasztó · Hungria                                                              | 1:54.39 |
| 400 m Livre     | Ágnes Mutina · Hungria                                                                    | 4:01.25 | Melanie Costa · Espanha                                                        | 4:02.26 | Gráinne Murphy · Irlanda                                                                | 4:02.86 |
| 800 m Livre     | Federica Pellegrini · Itália                                                              | 8:15.20 | Boglárka Kapás · Hungria                                                       | 8:18.56 | Gráinne Murphy · Irlanda                                                                | 8:19.45 |
| 50 m Costas     | Sanja Jovanović · Croácia                                                                 | 27.10   | Elena Gemo · Itália                                                            | 27.13   | Simona Baumrtová · Chéquia                                                              | 27.30   |
| 100 m Costas    | Daryna Zevina · Ucrânia                                                                   | 57.57   | Sharon van Rouwendaal · Países Baixos                                          | 57.91   | Duane Da Rocha · Espanha                                                                | 58.37   |
| 200 m Costas    | Duane Da Rocha · Espanha                                                                  | 2:03.97 | Sharon van Rouwendaal · Países Baixos                                          | 2:04.13 | Daryna Zevina · Ucrânia                                                                 | 2:05.08 |
| 50 m Peito      | Dorothea Brandt · Alemanha                                                                | 30.40   | Moniek Nijhuis · Países Baixos                                                 | 30.45   | Valentina Artemyeva · Rússia                                                            | 30.55   |
| 100 m Peito     | Moniek Nijhuis · Países Baixos                                                            | 1:06.20 | Sophie De Ronchi · França                                                      | 1:06.21 | Tessa Brouwer · Países Baixos                                                           | 1:06.65 |
| 200 m Peito     | Anastasia Chaun · Rússia                                                                  | 2:22.68 | Tanja Šmid · Eslovênia                                                         | 2:22.88 | Chiara Boggiatto · Itália                                                               | 2:24.52 |
| 50 m Borboleta  | Inge Dekker · Países Baixos                                                               | 25.38   | Hinkelien Schreuder · Países Baixos                                            | 25.49   | Triin Aljand · Estónia                                                                  | 25.90   |
| 100 m Borboleta | Inge Dekker · Países Baixos                                                               | 56.51   | Ingvild Snildal · Noruega                                                      | 57.46   | Caterina Giacchetti · Itália                                                            | 58.17   |
| 200 m Borboleta | Zsuzsanna Jakabos · Hungria                                                               | 2:05.58 | Alessia Polieri · Itália                                                       | 2:06.18 | Caterina Giacchetti · Itália                                                            | 2:06.49 |
| 100 m Medley    | Evelyn Verrasztó · Hungria                                                                | 59.53   | Hinkelien Schreuder · Países Baixos                                            | 59.57   | Theresa Michalak · Alemanha                                                             | 59.85   |
| 200 m Medley    | Evelyn Verrasztó · Hungria                                                                | 2:07.06 | Kimberly Buys · Bélgica                                                        | 2:10.14 | Lara Grangeon · França                                                                  | 2:10.22 |
| 400 m Medley    | Zsuzsanna Jakabos · Hungria                                                               | 4:29.78 | Anja Klinar · Eslovênia                                                        | 4:30.83 | Lara Grangeon · França                                                                  | 4:30.93 |
| 4x50 m Livre    | Países Baixos · Inge Dekker · Femke Heemskerk · Hinkelien Schreuder · Ranomi Kromowidjojo | 1:34.34 | Alemanha · Dorothea Brandt · Britta Steffen · Lisa Vitting · Daniela Schreiber | 1:36.83 | Finlândia · Marlene Niemi · Emilia Pikkarainen · Lotta Nevalainen · Hanna-Maria Seppälä | 1:39.02 |
| 4x50 m Medley   | Países Baixos · Hinkelien Schreuder · Moniek Nijhuis · Inge Dekker · Ranomi Kromowidjojo  | 1:44.98 | Alemanha · Jenny Mensing · Dorothea Brandt · Lisa Vitting · Britta Steffen     | 1:47.70 | Itália · Laura Letrari · Lisa Fissneider · Elena Gemo · Federica Pellegrini             | 1:49.56 |

## Quadro de medalhas
| Ordem | País          | Medalha de ouro | Medalha de prata | Medalha de bronze | Total |
| ----- | ------------- | --------------- | ---------------- | ----------------- | ----- |
| 1     | Alemanha      | 10              | 8                | 4                 | 22    |
| 2     | Países Baixos | 9               | 8                | 5                 | 22    |
| 3     | Hungria       | 6               | 1                | 2                 | 9     |
| 4     | Rússia        | 5               | 2                | 8                 | 15    |
| 5     | Itália        | 4               | 7                | 7                 | 18    |
| 6     | Espanha       | 1               | 2                | 2                 | 5     |
| 6     | Ucrânia       | 1               | 2                | 2                 | 5     |
| 8     | Áustria       | 1               | 0                | 1                 | 2     |
| 9     | Croácia       | 1               | 0                | 0                 | 1     |
| 10    | Eslovênia     | 0               | 3                | 1                 | 4     |
| 11    | Noruega       | 0               | 2                | 0                 | 2     |
| 12    | França        | 0               | 1                | 2                 | 3     |
| 13    | Bélgica       | 0               | 1                | 0                 | 1     |
| 13    | Lituânia      | 0               | 1                | 0                 | 1     |
| 15    | Irlanda       | 0               | 0                | 2                 | 2     |
| 16    | Chéquia       | 0               | 0                | 1                 | 1     |
| 16    | Estónia       | 0               | 0                | 1                 | 1     |
| 16    | Finlândia     | 0               | 0                | 1                 | 1     |
| Total | Total         | 38              | 38               | 39                | 115   |

Legenda
| Recorde mundial       | Recorde mundial (World record)               |                       | Recorde africano                      | Recorde africano (African) |                                           | Q | Classificado por posição (Qualified) |
| Recorde do campeonato | Recorde do campeonato (Championship record)  | Recorde da América    | Recorde da América (Americas)         | q                          | Classificado por melhor tempo (Qualified) |   |                                      |
| Melhor marca do ano   | Melhor marca do ano (World leading)          | Recorde asiático      | Recorde asiático (Asian)              | DNS                        | Não largou (Did not start)                |   |                                      |
| Recorde nacional      | Recorde nacional (National record)           | Recorde europeu       | Recorde europeu (European)            | DNF                        | Não terminou (Did not finish)             |   |                                      |
| Recorde pessoal       | Recorde pessoal do atleta (Personal best)    | Recorde da Oceania    | Recorde da Oceania (Oceania)          | DSQ / DQ                   | Desclassificado (Disqualified)            |   |                                      |
| Recorde da temporada  | Recorde da temporada do atleta (Season best) | Recorde sul-americano | Recorde sul-americano (South America) | NM                         | Sem marca (No mark)                       |   |                                      |